# Apatanodes brachytergum
Apatanodes brachytergum là một loài Trichoptera thuộc họ Hydrobiosidae. Chúng phân bố ở vùng Tân nhiệt đới.
- Tư liệu liên quan tới Apatanodes brachytergum tại Wikimedia Commons